# Pont Vell de Guardiola
El Pont Vell de Guardiola és situat damunt el riu Llobregat, molt a prop de l'aiguabarreig d'aquest riu i la riera de Saldes (abans anomenat riu d'Eina), gairebé sota el castell de Guardiola.

## Història
A l'alta edat mitjana hi havia una via de comunicació que resseguia el riu Llobregat i unia el baix Berguedà amb les valls de Lillet i de Bagà i amb la Cerdanya; aquesta via es troba documentada a l'acta de consagració de Sant Climent de Vallcebre, cap a l'any 1040. Aquesta via important feu que es bastissin diversos ponts al llarg d'aquest riu; un d'ells és aquest proper al castell de Guardiola, un altre és del del Far.

## Descripció
Aquest pont té dues arcades: la central, amb una alçada de 9 m i una altra, secundària, molt menys gran i situada a ponent de la primera, amb una alçada de 5,5 m. que ha estat parcialment cegada. Als extrems hi ha dues petites arcades més, amb una alçada de poc més d'1,5 m, en relació amb unes obertures una mica elevades, fetes al costat de les dues arcades principals i destinades a evitar les parets massisses, perilloses en cas d'un forta riuada. Té una longitud total de 31,1 m i una amplada d'uns 3,25 m. L'aigua s'escorre, habitualment, uns 11 m per sota del nivell superior del pont. Els carreus utilitzats en la construcció del pont són escalabornats però poc treballats. Els carreus de la zona baixa són molt menors, disposats en filades i els de la zona superior, molt més grans i dispersos, units amb molt de morter. Les dovelles dels arcs són lloses poc treballades, col·locades més o menys verticalment, no gaire gruixudes.
Cap tipus de cornisa corona els muntants de les arcades, contràriament al que es troba normalment en ponts més tardans. La datació s'establiria segurament a final del segle xi o principi del XII. La part superior, bàsicament la zona de les baranes, fou reconstruïda més modernament.